# Oma Hans
Oma Hans war eine Punkband aus Hamburg und existierte von 2001 bis 2006.

## Geschichte
Die Band wurde 2001 von Sänger Jens Rachut und Gitarrist Andreas Ness gegründet, die zuvor gemeinsam bei Dackelblut gespielt hatten, und bestand neben ihnen noch aus Peta Devlin (Bass, Gesang) und Armin Nagel (Schlagzeug).
Die Aufmerksamkeit einiger Feuilletons erreichte die Band durch eine länger schwelende Fehde mit der ebenfalls Hamburgischen Band Kettcar, die mit dem Kettcar-Song Skateboard begann („gehn wir mal zu jensen barcelona gucken/ da kosten die spieler jetzt achthundertmilliarden/ doch das ist ihm egal“). Oma Hans warfen Kettcar daraufhin eine Befindlichkeitsfixierung vor und dass die Politik außen vor bleibe. Explizit geschah das 2005 in dem Song Gummiwände mit den Zeilen „Landungsbrücken sprengen/ Depressive Anekdoten/ Die keinem etwas helfen/ Außer Geld“. Kettcar antworteten wiederum auf der B-Seite ihrer Hitsingle 48 Stunden mit Wieso eigentlich Indie-Charts, Digger?.
Im Frühjahr 2006 waren Oma Hans auf einer als Letzte Runde bezeichneten Abschiedstour unterwegs, die am 17. März 2006 in Hamburg endete. Rachut und Ness arbeiteten parallel auch an dem – ursprünglich nur als Studioprojekt geplanten – Kommando Sonne-nmilch. Im Frühjahr 2014 gaben Oma Hans noch mehrere Konzerte: Zwei Benefiz-Konzerte im Berliner SO36 für den abgebrannten Festsaal Kreuzberg sowie weitere Konzerte in Köln, Hannover und Hamburg. Es wird seitens der Band betont, dass es sich bei diesen Auftritten ausdrücklich nicht um eine Reunion handelt.

## Diskografie
- 2001: Bremen – Zürich – Karlsruhe (EP, Schiffen)
- 2002: Trapperfieber (Schiffen)
- 2005: Peggy (Schiffen)
- 2005: Oma Hans (Kompilation, Schiffen)
- 2005: Abmeldung (Single, Schiffen)